# Club de Deportes Malleco Unido
Il Club de Deportes Malleco Unido è una società calcistica cilena, con sede a Angol. Milita nella Liga Chilena de Fútbol Segunda División, la terza serie del calcio cileno.

## Storia
Fondato nel 1974, non ha mai vinto trofei nazionali.

## Rosa della stagione 2017
| N. |                      | Ruolo | Calciatore         |
| -- | -------------------- | ----- | ------------------ |
| 1  | Cile (bandiera)      | P     | Bernardo Contreras |
| 2  | Cile (bandiera)      | A     | Matías Muñoz       |
| 3  | Cile (bandiera)      | D     | Elvis Acuña        |
| 4  | Cile (bandiera)      | A     | Kevin Cifuentes    |
| 5  | Cile (bandiera)      | D     | Julio Inaí         |
| 6  | Cile (bandiera)      | C     | Sebastián Opazo    |
| 7  | Cile (bandiera)      | A     | Francisco Flores   |
| 8  | Cile (bandiera)      | C     | Marco Plaza        |
| 9  | Cile (bandiera)      | A     | José Manuel Torres |
| 10 | Cile (bandiera)      | C     | Raúl Robles        |
| 11 | Argentina (bandiera) | A     | Lucas Triviño      |
| 12 | Cile (bandiera)      | P     | José Roca          |
| 13 | Cile (bandiera)      | A     | Felipe Albornoz    |

| N. |                 | Ruolo | Calciatore         |
| -- | --------------- | ----- | ------------------ |
| 14 | Cile (bandiera) | D     | Bladimir Fernández |
| 15 | Cile (bandiera) | D     | Manuel Briones     |
| 16 | Cile (bandiera) | D     | Edgar Melo         |
| 17 | Cile (bandiera) | D     | Matías Cerda       |
| 18 | Cile (bandiera) | D     | Cristhian Venegas  |
| 23 | Cile (bandiera) | A     | Felipe Gallegos    |
| 24 | Cile (bandiera) | C     | Gustavo Zamudio    |
| 25 | Cile (bandiera) | A     | Diego Inostroza    |
| 26 | Cile (bandiera) | C     | Dylan Astudillo    |
| 27 | Cile (bandiera) | C     | Nicolás Fuentes    |
| 29 | Cile (bandiera) | A     | Enrique Carvajal   |
| 30 | Cile (bandiera) | D     | Wilson Jara        |
| -- | Cile (bandiera) | P     | José Acevedo       |